# Dlabočica
Dlabočica es un pueblo ubicado en el municipio de Staro Nagoričane, en la región Noreste, Macedonia del Norte.

## Superficie
Posee una superficie de 12,01 kilómetros cuadrados.

## Demografía
Hasta 2021 la población era de 20 habitantes, con una densidad de población de 1,666 habitantes por kilómetro cuadrado.